# Famille Renaud (Sully)
La famille Renaud est une famille française d'ancienne bourgeoisie, originaire de Sully, en Bourgogne.
Elle compte parmi ses représentants plusieurs hommes politiques et édiles bourguignons, dont un parlementaire et un maire d'Autun.

## Historique
L'origine des Renaud de Sully est inconnue avant le XVIe siècle. Cependant, par association géographique, elle pourrait se trouver dans celles d'autres lignées homonymes, comme les Renaud de Lucenay-l'Evêque  ou de Beaune.
Les premiers membres suivis de la famille sont Jehan Renaud et son frère Estienne, prêtre, nés vers 1550, et établis à Sully, alors l'une des principales baronnies de Bourgogne. Avec eux débute la filiation familiale.
Bénéficiant de la confiance des Saulx-Tavannes, des Morey puis des Mac Mahon, dont ils servent les intérêts économiques et seigneuriaux, leurs descendants s'élèvent par le négoce et la gestion de domaines agricoles. Marchands, admodiateurs, fermiers, greffiers ou praticiens, contractant affaires jusqu'à Paris, ils  constituent un exemple du dynamisme de la bourgeoisie rurale de l'Ancien Régime.
Pasque Renaud (1756-1823), fermier principal du domaine de Sully, arrêté en mai 1794 pour sa proximité avec la famille de Mac Mahon, est emprisonné à la Conciergerie, dont il n'est élargi qu'à la faveur de Thermidor. Son frère, Henry-François Renaud (1759-1840), prêtre et proche ami de Roch-Étienne de Vichy, émigre sous la Révolution. Il est fait à la Restauration chanoine d'honneur de la cathédrale de Nevers,.
Des quatorze enfants de Pasque Renaud sont issues trois branches principales, dont deux sont encore représentées aujourd'hui.
La première branche, installée à Epinac puis à Autun, épouse les métiers de la Révolution industrielle. Lazare Renaud (1777-1862), fils légitimé de Pasque, entre dans l'industrie du verre. Il deviendra adjoint puis maire d'Epinac sous la Monarchie de Juillet. Ses descendants continuent l'aventure industrielle sur deux générations. Les petits-fils de Lazare, Jean (1837-1911) et Louis Renaud (1840-1911) sont ainsi propriétaires de minoteries à Autun et Dijon. Fernand (1872-1947), fils de Louis, médecin, est maire d'Autun, quand son neveu, Serge Renaud de Saint Georges (1907-1997), résistant et déporté, est un des premiers membres de la Confrérie Notre-Dame, avec son épouse Anne-Marie, femme de lettres, qui à son retour de Ravensbrück reçoit le prix Jacques-Normand de poésie.
La deuxième, restée fermement enracinée dans le Morvan, connaît les lentes mutations du monde rural. Restés proches des Mac Mahon, plusieurs de ses membres sont élus aux  XIXe et XXe siècles maires de Sully. L'un d'eux, Joseph Renaud (1906-1978), devient conseiller général, sénateur puis député de la Saône-et-Loire sous la IVe République.
Enfin, la branche de Chalon-sur-Saône, descendant de François Renaud (1814-1898), maître d'école et régisseur du domaine d'Epiry, donne plusieurs générations d'enseignants. Au XXe siècle, l'un de ses membres, James Renaud (1890-1950), brillant ingénieur, est sous-directeur de l'École nationale supérieure d'arts et métiers, alors que son frère cadet Maxime Renaud (1903-1993) est un des joueurs de rugby emblématiques du Racing Club chalonnais dans les années 1920.
Au XXIe siècle, la famille Renaud de Sully est principalement représentée en Ile-de-France, en Provence, en Suisse, en Béarn et en Bourgogne.

## Filiation simplifiée
La généalogie des Renaud de Sully est connue depuis le milieu du XVIe siècle,.
- Jehan Renaud (v. 1550)
  - Jehan Renaud (v. 1585-1645) x Jeanne Fichot (v. 1590)
    - Pasque Renaud (1612-1672), admodiateur de la seigneurie du Défens x Claudine Dessus (1618-1677), fille de Jean Dessus, échevin de Sully
      - Jean Renaud (1640-1678), marchand x Jeanne Chauveau (1642-1695), qui se remarie avec Adrien Cortelot, seigneur de Noiron, lieutenant général criminel de la ville et échevin d'Autun, lui-même fils d'un vierg antique d'Autun
        - Pasque Renaud (1664-1710), marchand, fermier de la seigneurie de Rigny, praticien, greffier ordinaire de justice de Sully x Pierrette Gaudry (1663-1736), dont descendance
        - Jeanne Renaud (1666-1732) x Louis de Fontaine (1653-1717), marchand, fermier de la seigneurie de Rigny

      - Jean le Jeune Renaud (1653-1692), marchand, admodiateur de la seigneurie de Sully x Sébastienne Chauveau (1646-1731)
        - Pasque Renaud (1680-1756), marchand x Sébastienne Béligny
          - Guillaume Renaud x (1) Jeanne Mereau (1717-1751), fille de Guillaume Mereau, marchand x (2) Marie Bretin (1722-1801), fille de Gaspard Bretin, notaire royal héréditaire de Bouton, dont descendance

        - Guillaume Renaud (1685,-1742) x Jeanne Dubuet (1685-1747)
          - Pasque Renaud (1718-1798), marchand x Claudine Belin (1718-1782), fille de Martial Belin, procureur d'office, notaire apostolique et greffier de la baronnie de Sully
            - Jean Renaud (1752 - 1807), laboureur x Marie Monnot (1764-1807)
              - Pasque Renaud (1783-1852) x Gabrielle Renaud (1787-1857)
                - Lazare Renaud (1825-1904), prêtre, curé de Perrecy-les-Forges

              - Lazare Renaud (1785-1856), prêtre, curé de Saint-Prix puis de Saint-Pierre-de-Varennes
              - Jean Renaud (1790-1869) x (1) Jeanne-Denise Belin (1795-1818) x (2) Jeanne Belin (1791-1868)
                - François Renaud (1817-1902) x Pierrette Larchey (1816-?)
                  - François Renaud (1844-1931), maire de Sully x Françoise-Marie Cottin (1852-1929)
                    - Alice Renaud (1874-1959) x Alphonse Nouveau (1863-1931), maire de Saint-Symphorien-de-Marmagne

                - Lazare Renaud (1823-1874) x Jeanne Chauveau (1823-1901)
                  - Pierre-Lazare Renaud (1860-1931) x Nicole Fichot (1867-?)
                    - Françoise Renaud (1890-1918) x Pierre-Alexandre Jacqueson (1886-1957), maire de Sully

            - Pasque Renaud (1756-1823), marchand, fermier principal de la seigneurie de Sully x (1) Jacquette Servault (1753-1792) x (2) Anne Claudon (1760-1781), fille de Jacques Claudon, ancien directeur des mines de Résille et greffier de justice de la ville d'Autun x (3) Pierrette Bonnard (1773-1836)
              - Lazare Renaud (1777-1862), maire d'Epinac x Françoise Trénet (1778-1843)
                - Jean Renaud (1807-?) x Jeanne Pécherat, dont descendance.
                - Antoine Renaud (1808-1863) x Jeanne Perrotin (1812-1895)
                - André Renaud (1812-1901), industriel x Anne Perrotin (1816-1906)
                  - Jean Renaud (1837-1911), industriel
                  - Louis Renaud (1840-1911), industriel x Pauline Duverne (1852-1932), fille d'Antoine Duverne, maire de Mesvres
                    - Fernand Renaud (1872-1947), médecin, conseiller général de Saône-et-Loire, maire d'Autun x Elisabeth Costaz (1878-1950)
                      - Marie-Josèphe Renaud (1902-1991) x Jean Pochet (1895-1977), dont descendance.
                      - Paul Renaud (1905-1977) x Renée Dallet.

                    - Gaston Renaud (1880-1915), avocat d'affaires, mort pour la France x Jehanne Le Baron (1887-1966)
                      - Serge Renaud de Saint Georges (1907-1999), administrateur de sociétés x (1) Micheline Dubois (1910-1996) x (2) Anne-Marie Parent, femme de lettres (1913-1997) x (3) Simone Ducouret (1907-1989), dont descendance.
                      - Ivan-Gaston Renaud (1915-1993), ingénieur général de l'armement x Geneviève Touvay (1919-2007), dont descendance.

                - Maurice Renaud (1814-1871) x Marie Dezati (1815-?), dont descendance.
                - Claude Renaud (1817-1892), négociant x Anne Pécherat (1816-1857), dont descendance.

              - François Renaud (1780-1861) x Jeanne Larcher (1780-1861)
                - François Renaud (1814-1898), régisseur du domaine d'Epiry, maître d'école x Marie Chrétien, fille de Claude Chrétien, officier de cavalerie
                  - Anne Renaud (1840-?) x Lazare Dameront (1847-?), instituteur, parents de Louis Dameront, maire-adjoint communiste de Choisy-le-Roi
                  - Louis Renaud (1846-1888), directeur des écoles de Montchanin x Jeanne Duverne (1847-1913), directrice d'école primaire
                    - François Renaud (1872-1950), vétérinaire x Louise Lancelot (1874-1954)
                    - Henri Renaud (1876-1916), officier d'infanterie, mort pour la France x Aloyse Estève (1876-ap.1920), dont descendance.
                    - Alexandre Renaud (1878-1950) x Valentine Renaud (née en 1878)
                    - Anne-Marie Renaud (1882-ap.1935) x Jean Dadat dit Dadat-Renaud (1881-ap.1932), instituteur et érudit, membre de la Société éduenne

                  - Alexandre Renaud (1854-av.1921), bibliothécaire de la ville de Chalon-sur-Saône x Jeanne Béranger (1864-ap.1936)
                    - James Renaud (1890-1950), ingénieur, sous-directeur de l'École des Arts et métiers x Henriette Baraud (1892-1971)
                    - Jean Renaud (1895-?) attaché de la Banque de France, joueur de rugby du Racing club chalonnais
                    - Maxime Renaud (1903-1993), joueur de rugby du Racing club chalonnais

              - Jean-François Renaud (1798-1865),  maire de Sully x Françoise Bailly-Maître (1786-1878), nourrice du futur maréchal de Mac Mahon
                - Louis Renaud (1822-1909)
                - Martial Renaud (1825-1914) x Jeanne Grillot, dont descendance
                - Charles-Joseph Renaud (1826-1871) x Lazarette Bligny (1826-1867), dont descendance
                - Charles-Amédée (1830-1915) x Antoinette Boillot (1843-1908)
                  - Paul Renaud (1873-1940), adjoint au maire de Sully x Jeanne Bochot (1881-ap.1936)
                    - Joseph Renaud, député, sénateur, maire de Sully x Émilie Meillant (1909-2003), dont descendance

            - Henri-François Renaud (1759-1840), prêtre, curé de Vendenesse-sur-Arroux, Grury puis Semelay,  chanoine de la cathédrale de Nevers
            - Claudine Renaud (1762-1804) x Jacques-Nazaire Piotet (1766-1826), maître-chirurgien, propriétaire du Val Saint-Benoît, du château et des houillères de Résille.

## Personnalités
- Estienne Renaud (v. 1550-1608), prêtre, custodis nos de la cure de Bouilland, protégé des Saulx-Tavannes, malgré sa proximité avec les idées protestantes[17].
- Pasque Renaud (v.1612-1672), admodiateur de la seigneurie du Défens à Viévy[16].
- Jean Renaud (1653-1692), maître marchand et admodiateur de la seigneurie de Sully[16].
- Pasque Renaud (1664-1710), fermier principal de la seigneurie de Rigny, greffier de justice de la baronnie de Sully[1],[16].
- Pasque Renaud (1754-1823), fermier principal de la seigneurie de Sully. Riche marchand, proche des Mac Mahon dont il est le fermier, il est arrêté puis emprisonné à la Conciergerie sous la Terreur, pour en être libéré le 21 Thermidor (8 août 1794), après la chute de Robespierre. Il est le protagoniste d'une amusante anecdote, qui le voit veiller avec son ami Claude Beaune, régisseur du domaine, sur le Château de Sully. Pour éviter la confiscation du château et de ses terres comme bien national, alors que les fils Mac Mahon ont émigré, ils ont l'idée de placer le corps de Charlotte Le Belin (1716-1798), ci-devant marquise d'Éguilly, leur mère, propriétaire légale des lieux et récemment décédée, dans du marc de Bourgogne. Présentée comme souffrante, elle est alors habillée et installée sur son lit à chaque passage des révolutionnaires venus d'Autun, qui ne se rendent compte de rien. Cet artifice aurait permis de conserver Sully dans le patrimoine des Mac Mahon, alors que l'amnistie définitive des Émigrés devait attendre 1801[18].
- Henry-François Renaud (1759-1840), prêtre, curé de Vendenesse-sur-Arroux (1787-1792), Grury (1803-1812), Semelay (1812-1835), chanoine d'honneur de la Cathédrale de Nevers. Emigré sous la Révolution en Bavière où il trouve une place de précepteur au sein d'une famille de la noblesse allemande, il secourt ses confrères restés dans la pauvreté. C'est à cette période qu'il devient un proche ami de Roch-Étienne de Vichy, futur évêque d'Autun[7].
- François Renaud (1759-1846), prêtre. Vicaire d'Epinac avant la Révolution, il devint curé constitutionnel de La Chapelle-sous-Uchon, défroqua, entrant dans la cavalerie et épousant la fille du maire. Ayant régularisé canoniquement son mariage en 1803, il réintégra les ordres sacrés après son veuvage et devint curé d'Authumes sous la Restauration, avant de s'établir auprès de sa fille à Mont-Saint-Vincent[19].
- Lazare Renaud (1777-1862), adjoint puis maire d'Epinac sous la Monarchie de Juillet[20].
- Jean-François Renaud (1798-1865), maire de Sully sous le Second Empire.
- François Renaud (1844-1931), maire de Sully sous la IIIe République.
- Jean (1837-1911) et Louis Renaud (1840-1911), frères, négociants et industriels minotiers à Autun, membres de la Société éduenne[21].
- Fernand Renaud (1876-1947), docteur en médecine, conseiller général de Saône-et-Loire (1919-1940) et maire d'Autun (1932-1944), membre de la Société éduenne, chevalier de la Légion d'Honneur[22].
- Gaston Renaud (1880-1915), avocat d'affaires, membre de la Société éduenne, mort pour la France[23].
- James Renaud (1890-1950), ingénieur, sous-directeur de l'École nationale supérieure d'arts et métiers, chevalier de la Légion d'Honneur[24].
- Maxime Renaud (1903-1993) dit « Caillou », joueur de rugby amateur, trois quarts centre vedette du Racing Club chalonnais dans les années 1920[25].
- Joseph Renaud (1906-1978), agriculteur, maire de Sully (1947-1973), conseiller général (1949-1955), sénateur (1949-1951) puis député de Saône-et-Loire (1949, 1951-1955) sous la IVe République[26],[27].
- Serge Renaud de Saint Georges (1907-1999), administrateur de sociétés, chevalier de la Légion d'Honneur, médaille de la Résistance. Membre de la Confrérie Notre-Dame, il est responsable logistique du réseau pour l'Ile-de-France quand il est arrêté le 2 août 1942 et déporté au camp d'Orianenbourg[12],[13].
- Anne-Marie Renaud de Saint Georges, née Parent (1913-1997), femme de lettres, chevalier de la Légion d'Honneur, Médaille militaire, médaille de la Résistance, son épouse. Collaboratrice de Pierre Brossolette sous la Résistance[28],[29], elle est arrêtée le 11 septembre 1942, emprisonnée puis déportée en avril 1943 à Ravensbrück. Ses poésies de déportation obtiennent le Prix Jacques-Normand en 1945[14].
- Ivan-Gaston Renaud (1915-1993), ingénieur général de l'armement, directeur du Centre d'Essais en Vol d'Istres puis du Centre d'Etudes et de Documentation de l'Armement (CEDOCAR, désormais DGA Intelligence Technique et Économique), officier de la Légion d'Honneur[30].

## Illustrations et portraits

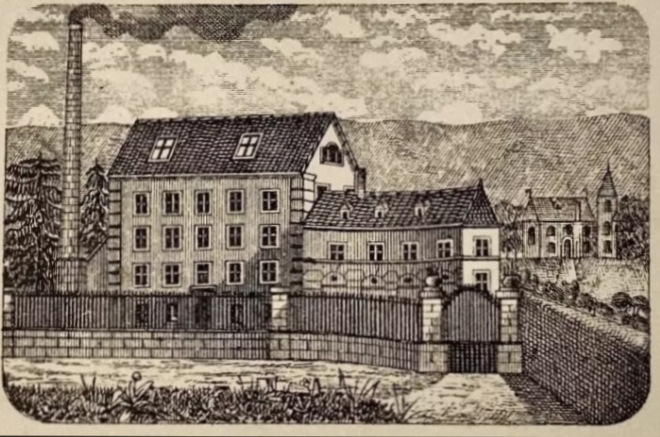
Usines Renaud Frères à Autun, vers 1880.
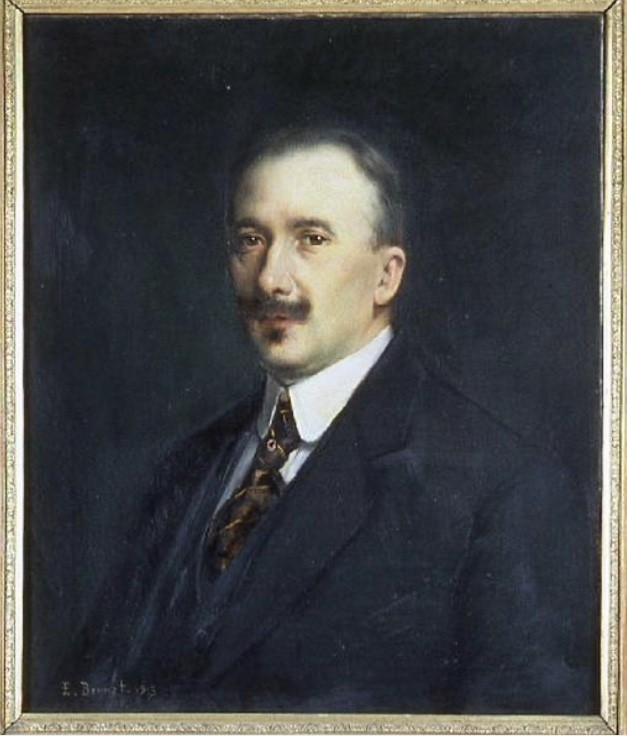
Portrait du Docteur Fernand Renaud, par Émile Brunet (1913, Musée Rolin).
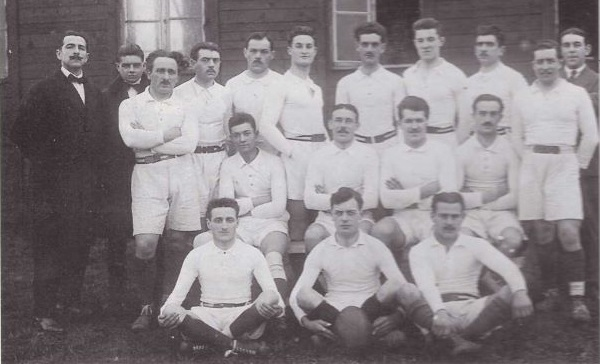
L'équipe du Racing Club chalonnais en 1922. Jean et Maxime Renaud se situent respectivement au rang assis, dernier sur la droite, et au rang debout, 2e à partir de la droite (Archives du RCC)
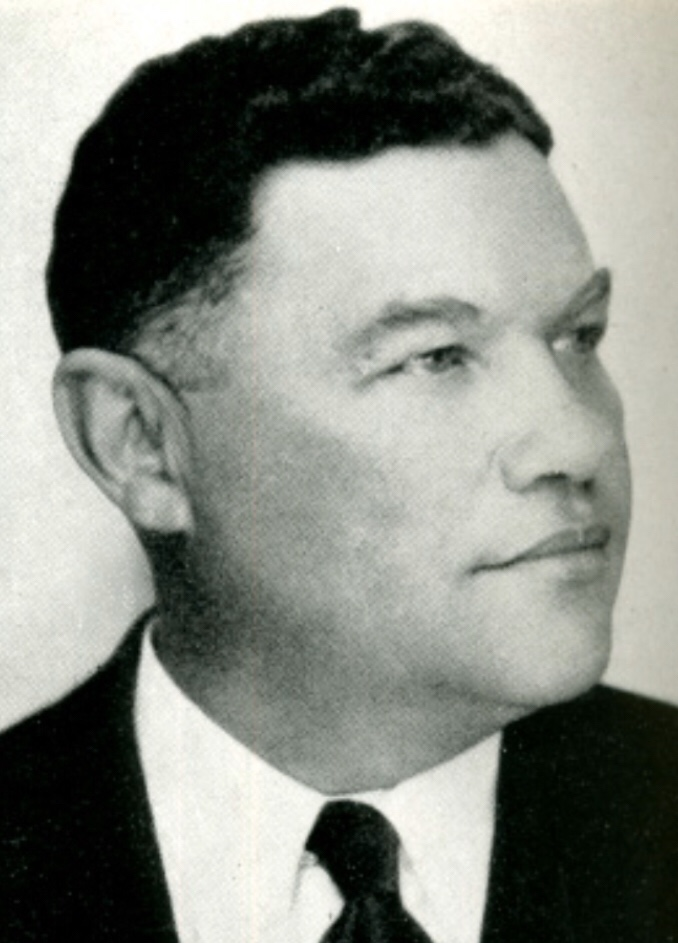
Joseph Renaud, député de Saône-et-Loire vers 1950.
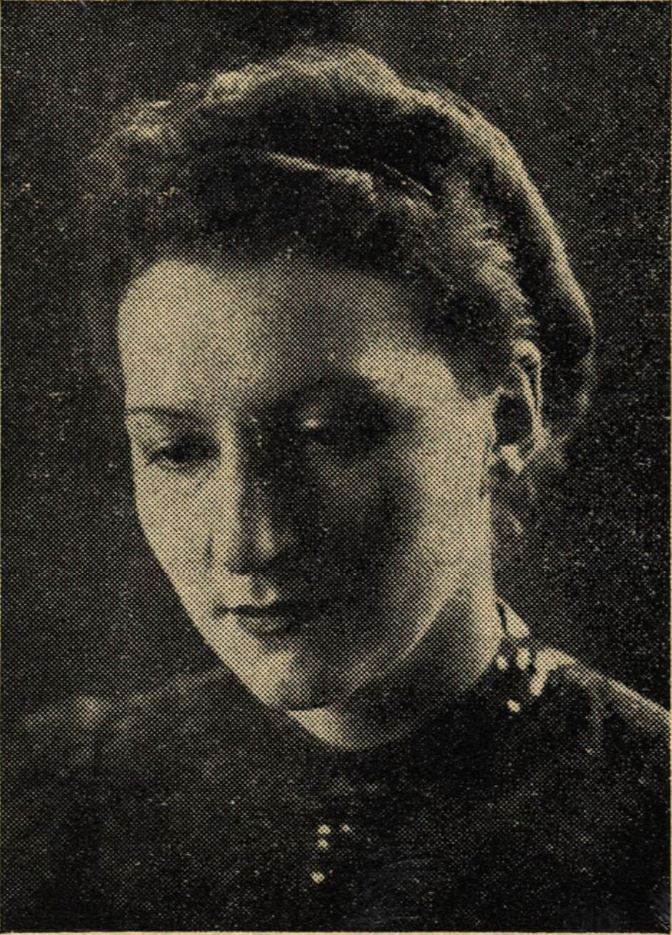
Anne-Marie Renaud de Saint Georges, résistante et poète, vers 1945.

## Principales alliances
Les principales alliances de la famille Renaud sont les suivantes,, : Fichot (1610, 1658, 1662), Dessus (v.1630), Chauveau (1662, 1678), Gaudry (1686), Cortelot de Noiron (1687), de Fontaine (1688), Beligny (1704), Dubuet (1705), de Rosereuil (1714), Belin (1733, 1743), Bretin (1754), Claudon (1779), Piotet (1789), Bailly-Maître (1821), Perrotin (1830, 1836), Chrétien (1839), Boillot (1860), Duverne (1875), Bertonnier (1896), Nouveau (1897), Costaz (1902), Bochot (1905), Le Baron (1908), Jacqueson (1912), Pochet (1921), Meillant (1932), Parent (1938), Touvay (1950), Waxin (1960), Laborier (1977), Ackerman (1978), Pérois (1989), Fulchiron (2004), Labrosse (2005), Meyer (2006), Akhoune (2013), Jouan de Kervenoaël (2014), de Fournas de Labrosse (2016), Claverie (2018), Boidot (2022)...

## Armoiries
Les Renaud de Beaune portaient « coupé en chef d'azur, au lion naissant d'argent, et en pointe de gueules, accompagné de six molettes d'argent » .
Les Renaud de Sully portent, depuis le XXe siècle, « d'azur, à la croix d'or, accompagnée au premier canton d'une fleur de lys de même, au quatrième d'une rose d'argent ».

## Postérité
Rue du Docteur Fernand Renaud, à Autun.